# The Velvet
《The Velvet》(더 벨벳)은 대한민국의 걸 그룹 레드벨벳의 두번째 미니 음반으로, 2016년 3월 17일 발매하였다.
이 음반은 2015년 9월 발매한 그룹의 첫 번째 정규 음반 The Red 의 후속작이다. The Red가 강렬하고 매혹적인 색상인 "레드"의 이미지에 초점을 맞춘 것과 다르게, The Velvet은 부드럽고 감성적인 "벨벳" 스타일에 초점을 맞췄다.

## 배경
2015년 9월 8일 컴백 쇼케이스 행사에서 레드벨벳은 The Red의 후속 음반이 나올 수 있음을 시사했으나, 이후에 SM 엔터테인먼트 관계자는 확정된 계획은 없음을 명백히 밝혔다. 2015년 10월, 웬디가 인터뷰에서 차후 활동 계획에 대해 "다음에는 The Velvet이 나온다"라고 알렸다.
2016년 3월 2일, SM 엔터테인먼트는 그룹이 음반의 타이틀곡 뮤직 비디오 촬영을 마쳤음을 발표했다. SM 엔터테인먼트는 3월 10일부터 그룹의 공식 인스타그램 계정을 통해 멤버들의 티저를 공개하며, "7월 7일 (One Of These Nights)"을 타이틀곡으로 정한 새로운 음반이 3월 16일 발매한다고 알렸다.

### 연기
음원과 뮤직 비디오가 공개되는 3월 16일 자정 10분 전, SM 엔터테인먼트는 높은 완성도를 위해 음원과 뮤직 비디오의 공개를 하루 뒤인 3월 17일 자정으로 연기하였다. 그룹은 3월 16일 참여한 《굿모닝FM》 방송에서 새로운 음반과 타이틀곡에 대해 이야기하며 공개 연기를 사과하였다.

## 구성
타이틀곡 "7월 7일 (One Of These Nights)"은 아름다운 오케스트라와 몽환적인 피아노 연주, 세련된 리듬이 어우러진 R&B 발라드 곡으로 소개되었다. 황찬희와 안드레아스 오버그, 마리아 마커스가 작곡하였으며, "Dumb Dumb"의 가사를 쓴 잼 팩토리의 서지음이 작사하였다. 음반에는 이 노래를 편곡한 세 가지 버전을 함께 수록하였으며, 작곡가 데카포, 조 밀리어네어가 각각 편곡한 버전과 피아노 버전이 있다. 노래의 제목과 가사는 견우와 직녀 설화에서 모티브를 얻은 것으로, 제목의 7월 7일은 견우와 직녀가 1년에 한 번 만나는 날인 음력 칠석을 의미한다.
어반 R&B 트랙인 "Cool Hot Sweet Love"는 다니엘 오비 클레인이 작곡에 참여하였으며, 컴백 주간 방송에서 타이틀곡과 함께 공연하였다. 디즈가 참여한 "Light Me Up"은 네오 소울 장르와 오리엔탈 느낌이 가미된 R&B 발라드 트랙이다. "장미꽃 향기는 바람에 날리고 (Rose Scent Breeze)"는 웬디와 슬기, 조이만 노래에 참여한 발라드로, SM 엔터테인먼트의 창립자 이수만이 부른 1989년 노래를 리메이크하였다.

## 반응

### 평가
| 전문가 평가 | 전문가 평가 |
| 평가 점수   | 평가 점수   |
| 출처        | 점수        |
| ----------- | ----------- |
| 이즘        | [ 10 ]      |
| 올케이팝    | [ 11 ]      |

《이즘》의 정민재는 "명쾌한 타이틀과 달리, 기존 '벨벳'의 세련된 알앤비와 상투적 작법의 노래들이 혼재하는 음반은 진부하고 미지근하다"라고 평하며, "분명한 지향점의 음악과 생생한 콘셉트로 대표되던 이들만의 강점이 사라졌다. 팀의 장점을 극대화하며 선명한 색깔을 만들 수 있는 섬세한 접근이 필요하다"라고 말했다.
《아이돌로지》의 미묘는 타이틀곡에 대해 "상당히 많은 악기를 효과적으로 배치해가며 만들어진 '7월 7일'의 고전영화 같이 포근한 사운드가 '벨벳' 콘셉트의 클래시한 성격을 잘 드러낸다."라고 평하였고, 같은 웹진의 맛있는 파히타 또한 "타이틀 곡이라는 무게감에 걸맞게 한 곡의 노래 안에서 리스너를 여기저기로 들었다 놓았다 하며 시간을 초월한 그리움의 느낌을 강렬하게 전달해준다."라고 평하며 수록곡 "Cool Hot Sweet Love", "Light Me Up"과 함께 긍정적인 평가를 하였다. 그러나 〈처음인가요 (First Time)〉와 〈장미꽃 향기는 바람에 날리고 (Rose Scent Breeze)〉에 대해서 미묘는 다른 곡의 진보성과 격에 맞지 않다고 말하였으며, 맛있는 파히타 또한 "산만한 느낌을 지울 수가 없어 아쉬움으로 다가온다"라고 말하며 부정적인 평가를 내렸다.
《빌보드》는 타이틀곡에 대해 "그룹의 곡들 중에서 가장 풍부한 보컬 퍼포먼스를 보여주는 곡"이라고 평하였다.

### 성과
The Velvet은 월드 앨범 차트 8위로 데뷔하였다. 음반은 대한민국의 가온 주간 앨범 차트에서 1위에 올랐으며, "7월7일 (One Of These Nights)"은 가온 싱글 차트에서 10위에 올랐다. 타이틀곡의 편곡 버전을 제외한 다른 곡들도 차트에 올랐다.
레드벨벳은 3월 22일 《더 쇼》를 통해 음악 방송 프로그램에서 첫 1위 트로피를 얻었다.

## 수록곡
| #            | 제목                                                     | 작사                 | 작곡                                                                | 편곡                                                                | 재생 시간 |
| ------------ | -------------------------------------------------------- | -------------------- | ------------------------------------------------------------------- | ------------------------------------------------------------------- | --------- |
| 1.           | 〈7월 7일〉 (One Of These Nights)                        | 서지음 (Jam Factory) | 황찬희, Andreas Oberg, Maria Marcus                                 | 황찬희, 이승주, 홍소진                                              | 4:21      |
| 2.           | 〈Cool Hot Sweet Love〉                                  | 켄지                 | Daniel “Obi” Klein, Charlotte Taft, Michael Nordmark, Thomas Sardof | Daniel “Obi” Klein, Charlotte Taft, Michael Nordmark, Thomas Sardof | 3:53      |
| 3.           | 〈Light Me Up〉                                          | 켄지                 | 켄지, Deez, Rodnae "Chikk" Bell                                     | Deez                                                                | 3:33      |
| 4.           | 〈처음인가요〉 (First Time)                              | 켄지                 | 켄지                                                                | 켄지                                                                | 4:02      |
| 5.           | 〈장미꽃 향기는 바람에 날리고〉 (Rose Scent Breeze)      | 정혜경               | 홍종화                                                              | 박근철, 정수민                                                      | 4:52      |
| 6.           | 〈7월 7일〉 (One Of These Nights) (De-Capo Ver.)         | 서지음 (Jam Factory) | 황찬희, Andreas Oberg, Maria Marcus                                 | De-Capo Music Group & Rod Bonner                                    | 4:11      |
| 7.           | 〈7월 7일〉 (One Of These Nights) (Joe Millionaire Ver.) | 서지음 (Jam Factory) | 황찬희, Andreas Oberg, Maria Marcus                                 | Joe "Joe Millionaire" Foster                                        | 4:07      |
| 8.           | 〈7월 7일〉 (One Of These Nights) (Piano Ver.)           | 서지음 (Jam Factory) | 황찬희, Andreas Oberg, Maria Marcus                                 | 황찬희, Andreas Oberg, Maria Marcus                                 | 4:05      |
| 총 재생 시간 | 총 재생 시간                                             | 총 재생 시간         | 총 재생 시간                                                        | 총 재생 시간                                                        | 33:08     |

## 차트

### 주간 차트
| 차트 (2016)               | 최고 순위 |
| ------------------------- | --------- |
| 대한민국 가온 앨범 차트   | 1         |
| 미국 《빌보드》 월드 앨범 | 8         |

## 발매일
| 지역     | 날짜            | 포맷                | 레이블                   |
| -------- | --------------- | ------------------- | ------------------------ |
| 전세계   | 2016년 3월 17일 | 디지털 다운로드     | SM 엔터테인먼트          |
| 대한민국 | 2016년 3월 17일 | CD, 디지털 다운로드 | SM 엔터테인먼트, KT 뮤직 |